# Rolf Dammann (Pastor)

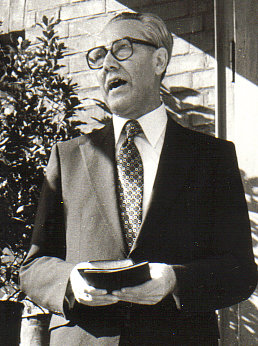
Rolf Dammann bei der Einweihung des Gemeindezentrums der Bethel-Gemeinde Berlin-Friedrichshain am 27. März 1982

Rolf Dammann (* 16. August 1924 in Görlitz; † 3. Dezember 2014 in Berlin) war ein deutscher baptistischer Pastor. Von 1969 bis 1989 war er Generalsekretär des Bundes Evangelisch-Freikirchlicher Gemeinden in der DDR.

## Leben
Rolf Dammann entstammte einem baptistischen Elternhaus. Wegen des frühen Todes seines Vaters musste er 1940 das Gymnasium verlassen und begann eine Ausbildung zum Steuerinspektor am Finanzamt Görlitz. 1941 besuchte er die Reichs-Finanzschule in Herrsching am Ammersee.
1942 meldete er sich freiwillig zur Kriegsmarine und diente, bis zu einem schweren Unfall im November 1944, auf dem Zerstörer Z 14 Friedrich Ihn. Anschließend lag er bis zum Kriegsende in verschiedenen Lazaretten, ab Februar 1945 in Bayreuth, wo Rolf Dammann seine spätere Ehefrau kennenlernte. Nach kurzer Kriegsgefangenschaft kehrte er im Mai 1945 zu seiner Familie zurück, die von Görlitz nach Bad Köstritz umgesiedelt war, und arbeitete zunächst beim Finanzamt Gera.
Von 1946 bis zu seiner Berufung als Missionsarbeiter nach Schmölln im Oktober 1952 arbeitete er als Steuerinspektor in Görlitz. Die Ausbildung zum Prediger im Bund Evangelisch-Freikirchlicher Gemeinden erfolgte in mehreren Lehrgängen in Buckow und Leipzig. 1960 wurde Dammann als Prediger ordiniert.
Im Februar 1958 wurde Rolf Dammann durch den Vorsitzenden des Bundesrates Herbert Weist zum Geschäftsführer der Bundesgeschäftsstelle Ost nach Berlin berufen. Er versah dieses Amt zunächst teilzeitlich neben seinem Gemeindedienst in der Bethel-Gemeinde Berlin-Friedrichshain und ab 1965 vollzeitlich. Auf der Bundeskonferenz vom 8. bis 12. Mai 1969 in Dresden wurde neben dem neuen Namen Bund Evangelisch-Freikirchlicher Gemeinden in der DDR auch die neue Amtsbezeichnung Generalsekretär beschlossen. Dieses Amt bekleidete Dammann bis zu seinem Eintritt in den Ruhestand am 1. August 1989.
Wie viele andere Pastoren des Bundes war auch Rolf Dammann an der Ausbildung des theologischen Nachwuchses innerhalb des evangelisch-freikirchlichen Gemeindebundes der DDR beteiligt. Er unterrichtete als Gastlehrer im Studienjahr 1959/60 Geschichte des deutschen Baptismus am Theologischen Seminar des Bundes Evangelisch-Freikirchlicher Gemeinden in der DDR in Buckow (Märkische Schweiz) und half in der Folgezeit in regelmäßigen Abständen durch die Behandlung von Spezialthemen.
Dammann arbeitete in verschiedenen nationalen und internationalen kirchlichen Gremien. Am 13. September 1964 kam es in Ostberlin zu einer Begegnung mit Martin Luther King, der zuvor in der Marienkirche und der Sophienkirche gepredigt hatte. 1964 und 1968 nahm Dammann in Prag als Beobachter an der von der Christlichen Friedenskonferenz durchgeführten Allchristlichen Friedensversammlungen teil. Er nahm an den Kongressen des Baptistischen Weltbundes 1970 in Tokio und 1980 in Toronto teil. Von 1980 bis 1985 war er einer der zwölf Vizepräsidenten des Baptistischen Weltbundes. Ralph Abernathy, ein enger Freund Martin Luther Kings, überreichte Dammann im September 1973 eine Grußbotschaft an die Baptisten in der DDR. Als Mitglied einer Internationalen Kommission war Dammann 1973 an der Erarbeitung eines gemeinsamen Glaubensbekenntnisses der Bünde in der Bundesrepublik, der DDR, Österreichs und der Schweiz beteiligt. Im Oktober 1982 empfing er den US-amerikanischen Baptistenpastor Billy Graham, der zu einem Verkündigungsdienst in der DDR weilte. Als Generalsekretär war Dammann für die offiziellen Beziehung zwischen dem DDR-Bund und dem Staat zuständig. In seiner Amtszeit traf er daher mehrmals mit den Staatssekretären für Kirchenfragen Hans Seigewasser und Klaus Gysi zusammen.

## Privates
Rolf Dammann war verheiratet mit Elfriede. Das Paar hatte fünf Kinder und lebte in Berlin.

## Veröffentlichungen (Auswahl)
- Festschrift zum 60jährigen Jubiläum der Evangelisch-Freikirchlichen Gemeinde Schmölln 1895–1955. Union Verlag, Berlin 1957.
- Gottes Forderung an den Menschen. Evang. Verl.- u. Versandbuchhandl. Ekelmann, Berlin 1963.
- In die Entscheidung gestellt. Evangelische Verlagsbuchhandl. Ekelmann, Berlin 1967.
- Der Bund Evangelisch-Freikirchlicher Gemeinden in der DDR. In: Günter Balders (Hrsg.): Ein Herr, ein Glaube, eine Taufe. 150 Jahre Baptistengemeinden in Deutschland. 3. verbesserte und mit Literaturnachträgen versehene Auflage. Onken, Wuppertal/Kassel 1989, ISBN 3-7893-7883-6.